# Atwater (stacja metra)
Atwater – stacja metra w Montrealu, na linii zielonej. Obsługiwana przez Société de transport de Montréal (STM). Znajduje się na granicy Westmount oraz dzielnicy Ville-Marie.